# Величко Живановић
Величко Живановић (Лопатањ, 1887 - ?) био је истакнути професор француског језика и културни радник у међуратном периоду.

## Биографија
Гимназију је завршио у Ваљеву 1914. године, а време Првог светског рата провео је студирајући у Клермон Ферану. У Лесковац је дошао септембра 1919. године као апсолвент Филозофског факултета у Београду на место наставника француског језика у Реалци. Најпре је био хонорарни наставник, да би по дипломирању 1920. године добио статус суплента. Августа 1922. године премештен је у Алексинац, а 1925. у Вршац, одакле се вратио у Лесковац крајем 1929. и ту остао до 19. октобра 1935. када је премештен у Реалку у Београду. Године 1942. премештен је у Десету мушку гимназију, па у Седму, па у Шесту, а каријеру је завршио 1948. године у Осмој мушкој гимназији. 
За време рада у Лесковцу био је књижничар наставничке библиотеке, надзорни наставник литерарне дружине "Вуловић", предавач на Ђачком универзитету, 1919. године основао је Скаутску организацију, а од 1930. до 1935. био је старешина Стега извидника и планинки. Године 1934. објавио је Збирку француских и немачких неправилних глагола за ученике свих средњих школа. У сећањима ученика остао је као један од најбољих професора. 
Приликом оснивања Друштва пријатеља Француске у Лесковцу 1921. године изабран је за његовог председника, као један од иницијатора његовог оснивања. После повратка у Лесковац тридесетих година поново је био његов председник. У оквиру Друштва формирао је курсеве француског језика и библиотеку са читаоницом. У првој половини четврте деценије двадесетог века била је то најбоља библиотека у граду. Живановић се залагао и за оснивање градске библиотеке. У просторијама Друштва организвао је концерте класичне музике, разна предавања и уступао је простор за друге културно-уметничке активности.
Године 1930. нашао се и у управном одбору лесковачког Народног универзитета на коме је држао предавања из различитих области.